# Petite rivière Rouge Est
Petite rivière Rouge Est är ett vattendrag i Kanada.   Det ligger i provinsen Québec, i den sydöstra delen av landet, 80 km nordost om huvudstaden Ottawa.
I omgivningarna runt Petite rivière Rouge Est växer i huvudsak blandskog. Runt Petite rivière Rouge Est är det mycket glesbefolkat, med 3 invånare per kvadratkilometer.